# Hesiqui Egipci
Hesiqui Egipci (en llatí Hesychius Aegyptus, en grec antic Ἡσύχιος) fou un bisbe d'Egipte que va patir martiri durant l'anomenada persecució de Dioclecià i els seus successors, cap als anys 310 o 311.
No és clar si va morir a Alexandria o en un altre lloc. Alguns historiadors pensen que Hesiqui va ser el bisbe que va revisar la Septuaginta o Bíblia dels setanta, revisió que s'usava a les esglésies egípcies i a les dels voltants. Fabricius l'identifica amb Hesiqui d'Alexandria, autor del Lexicon, però altres autors no hi estan d'acord.